# Samuel Mudd
Samuel Alexander Mudd (20 de diciembre de 1833-10 de enero de 1883) fue un plantador de tabaco y médico estadounidense que fue condenado y encarcelado por ayudar y conspirar con John Wilkes Booth en el asesinato de 1865 del presidente de Estados Unidos Abraham Lincoln. Fue indultado por el presidente Andrew Johnson y liberado de prisión en 1869. A pesar de los repetidos intentos por parte de familiares y otras personas, su condena nunca ha sido revocada.

## Primeros años
Nació en el condado de Charles, Maryland el cuarto de los diez hijos de Henry Lowe y Sarah Ann Mudd. Creció en Oak Hill la plantación de tabaco de su padre a 30 millas (48 km) de Washington D. C., con varios cientos de acres y 89 esclavos. A los quince años, tras estudiar en casa con tutores, ingresó en el instituto Literario St. John (hoy Escuela preparatoria católica de San Juan) en Frederick, Maryland. Dos años más tarde se matriculó en el Georgetown College en Washington D. C. y luego estudió Medicina en la Universidad de Maryland en Baltimore.
Después de su graduación en 1856 regresó al condado de Charles para iniciar la práctica médica y casarse con su novia de infancia Sarah Frances (Frankie) Dyer Mudd. Como regalo de bodas, el padre de Mudd regaló al nuevo matrimonio 218 acres de sus mejores tierras y una casa llamada St. Catherine. Mientras esta terminaba de levantarse, la pareja vivió con el hermano soltero de Frankie, Jeremiah Dyer hasta mudarse a su nuevo hogar en 1859. Tuvieron nueve hijos: cuatro antes del arresto de Mudd, y cinco después de su salida de prisión. Para complementar sus ingresos como médico, Mudd empezó a cultivar tabaco a pequeña escala, contando con cinco esclavos según el censo de 1860.
Con el estallido de la guerra en 1861 la esclavitud y la economía basada en ella entraron en colapso. En 1864, el estado de Maryland abolió la esclavitud, dificultando a los plantadores como Mudd el manejo de sus tierras. Como resultado, Mudd consideró vender su granja y depender tan solo de la práctica médica. Mientras reflexionaba sobre las alternativas, le presentaron a alguien que parecía interesado en la compra de su plantación: John Wilkes Booth.

## Conexión con Booth
La mayoría de los historiadores están de acuerdo en que el asesino del presidente Abraham Lincoln, John Wilkes Booth, visitó Bryantown, Maryland, en noviembre y diciembre de 1864, alegando buscar inversiones en bienes raíces. Bryantown está a 25 millas (40 kilómetros) desde Washington D. C., y cerca de 5 millas (8 kilómetros) de la granja de Mudd. La historia sobre bienes raíces no era más que una fachada; el verdadero plan de Booth era planear una ruta de escape como parte de un plan para secuestrar a Lincoln. Booth creía que el gobierno federal daría como rescate la liberación de un gran número de prisioneros de guerra confederados.

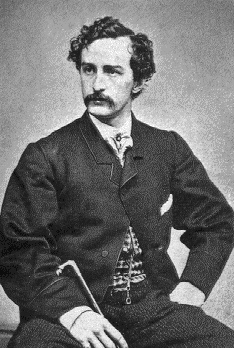
Asesino de Lincoln, John Wilkes Booth

Los historiadores están de acuerdo en que Booth conoció a Mudd en la iglesia católica St. Mary en Bryantown durante una de sus visitas, probablemente la visita de noviembre. Booth visitó a Mudd en su granja al día siguiente, y se quedó por la noche. Al día siguiente, Booth compró un caballo del vecino de Mudd y regresó a Washington. Algunos historiadores creen que Booth solía visitar Bryantown para reclutar a Mudd en su plan de secuestro, aunque otros creen que Mudd no habría tenido interés en este plan.
Poco tiempo después, el 23 de diciembre de 1864, Mudd fue a Washington donde se encontró con Booth de nuevo. Algunos historiadores creen que el encuentro fue pre-arreglado; otros creen que fue accidental. Los dos hombres, además de John Surratt y Louis J. Weichmann, tuvieron una conversación y bebieron juntos, primero en el hotel de Booth, y luego en casa de Mudd.
De acuerdo a una declaración hecha por otro conspirador, George Atzerodt, Mudd sabía de antemano sobre los planes de Booth; Atzerodt estaba seguro de que el doctor lo sabía, dijo él, porque Booth había "enviado (cómo él me dijo a mí) licores y disposiciones [...] cerca de dos semanas antes del asesinato al Dr. Mudd".
Después de que Booth le disparó a Abraham Lincoln el 14 de abril de 1865, mientras huía del teatro Ford se quebró la pierna izquierda. Booth se encontró con David Herold y juntos fueron a Virginia. Se detuvieron en la casa de Mudd cerca de las cuatro de la mañana el 15 de abril. Mudd entablilló la pierna, y arregló con un carpintero, John Best, el hacer un par de muletas para Booth. "No tenía pasta adecuada para hacer férulas... entonces... tomé un pedazo de caja de cartón y lo dividí por la mitad, lo doblé en ángulo recto, y tomé algo de pasta y lo coloqué en una férula." Booth y Herold pasaron entre doce y quince horas en la casa de Mudd. Durmieron en el cuarto del frente en el segundo piso. No está claro si Mudd había sido informado de que Booth había asesinado al presidente Lincoln en ese punto.
Mudd fue a Bryantown durante el día 15 de abril para hacer recados; si él aún no conocía la noticia del asesinato de Booth, seguramente lo descubrió en este viaje. Regresó a casa esa tarde, y los relatos difieren acerca de si Booth y Herold ya se habían ido, o si Mudd se encontró con ellos mientras se iban, o si se fueron a instancias de Mudd y con su ayuda. Cualquiera que sea la verdad, Mudd no dio cuenta inmediata a las autoridades. Cuando se le preguntó, dijo que no había querido dejar a su familia sola en la casa por si los asesinos volvían y lo encontraban ausente y a su familia desprotegida. Esperó hasta la misa del día siguiente, el Domingo de Pascua, cuando le pidió a su primo segundo, el Dr. George Mudd (que vivía en Bryantown) que notificase al regimiento de Caballería de Nueva York número 13 en Bryantown bajo el mando del teniente David Dana. Esta demora en ponerse en contacto con las autoridades levantó sospechas y fue un factor importante en la vinculación de Mudd en la conspiración.
Durante su primera entrevista de investigación el 18 de abril, Mudd dijo que nunca había visto a ninguna de las partes antes. En su declaración jurada del 22 de abril, contó sobre la visita de Booth a Bryantown en noviembre de 1864, pero luego dijo: "Nunca he visto a Booth desde ese momento que yo sepa hasta el pasado sábado por la mañana." Deliberadamente, ocultó el hecho de su encuentro con Booth en Washington en diciembre de 1864. En la cárcel, Mudd reconocería tardíamente el encuentro de Washington, diciendo que se encontró con Booth por casualidad durante un viaje de compras de Navidad. La omisión por parte de Mudd en mencionar el encuentro en su declaración jurada a los detectives fue un grave error. Cuando después Louis Weichamnn habló a las autoridades sobre su encuentro, se dieron cuenta de que Mudd los había engañado, e inmediatamente comenzaron a tratarlo más como un sospechoso que como un testigo. Durante el juicio por conspiración, el teniente Alexander Lovett testificó que, "El viernes, 21 de abril, fui a la casa de Mudd, con el propósito de arrestarlo. Cuando descubrió que iríamos a buscar en su casa, le dijo algo a su esposa, y ella subió las escaleras y trajo una bota. Mudd dijo que tuvo que cortarle la pierna al hombre. Di la vuelta la bota y vi el nombre 'J. Wilkes' escrito en ella."

## Juicio
Después de la muerte de Booth el 26 de abril de 1865, Mudd fue arrestado y acusado por conspiración en el asesinato de Abraham Lincoln.
El 1 de mayo de 1865, el presidente Andrew Johnson ordenó la formación de una comisión de nueve hombres para juzgar a los conspiradores. Mudd fue representado por el general Thomas Ewing, Jr.. El juicio comenzó el 10 de mayo de 1865. Mary Surratt, Lewis Powell, George Atzerodt, David Herold, Samuel Mudd, Michael O'Laughlen, Edmun Spangler y Samuel Arnold fueron acusados por conspiración al asesinar a Lincoln. La fiscalía llamó a 366 testigos.
La defensa trató de probar que Mudd fue un ciudadano leal, citando su autodescripción como "hombre de la Unión", y afirmando que él era "un hombre profundamente religioso, dedicado a su familia, y un buen amo de sus esclavos." La fiscalía presentó testigos que declararon que le había disparado a uno de sus esclavos en la pierna, y amenazó a enviar a otros a Richmond, Virginia, para asistir en la construcción de las defensas confederadas. La fiscalía también afirmó que había sido miembro de una agencia de distribución de comunicaciones Confederadas y había refugiado a soldados Confederados en su plantación.
El 29 de junio de 1865, Mudd fue declarado culpable como los demás. El testimonio de Louis J. Weichmann fue crucial en obtener las sentencias condenatorias. De acuerdo con el historiador Edward Steers, el testimonio presentado por ex esclavos fue también crucial, aunque se desvaneció de la memoria pública. Mudd escapó de la pena de muerte y fue sentenciado a cadena perpetua. Cuatro de los acusados, Surratt, Powell, Atzerodt y Herold, fueron ahorcados en el centro penitenciario en Washington Arsenal el 7 de julio de 1865.

## Vida posterior
Mudd, O'Laughlen, Arnold y Spangler fueron trasladados a Fort Jefferson en Dry Tortugas, Florida a unas 70 millas (110 km) de Key West siendo instalados en el segundo piso en salas a cielo abierto. El 25 de septiembre de 1865, Mudd trató de escapar escondido en el buque de transporte Thomas A. Scott. Descubierto, fue de inmediato trasladado con O'Laughlen, Arnold y Spangler a una gran sala de armas vacía a nivel del suelo que los soldados denominaban "la mazmorra". Tras recibir una carta de su esposa el 22 de diciembre, el presidente Johnson ordenó al departamento de Guerra liberar de los grilletes y cadenas con una bola de hierro y mudar a mejor lugar a los prisioneros, lo que se realizó en enero.
Tras tres meses en el calabozo, se les permitió unirse a los demás presos, pero debido a su intento de fuga Mudd perdió su privilegio de trabajar en el hospital de la prisión y fue trasladado al taller de carpintería con Spangler. En el otoño de 1867 hubo un brote de fiebre amarilla en la prisión. O'Laughlen murió, al igual que el médico del penal y Mudd se ofreció voluntario para sustituirle. Fue capaz de detener la propagación de la enfermedad y los soldados del fuerte escribieron una petición a su favor al presidente Johnson en octubre de 1867, declarando: " Inspiró a los desesperados con coraje y con su presencia constante en medio del peligro y la infección... [Muchos] sin duda deben sus vidas al cuidado y trato que recibieron de sus manos." Probablemente como recompensa al trabajo realizado, Mudd fue reasignado del taller de carpintería a un trabajo de oficina donde permaneció hasta el perdón.
El 8 de febrero Mudd recibió el indulto presidencial. Fue liberado el 8 de marzo y regresó a su casa en Maryland el 20 de marzo de 1869. El 2 de marzo de 1869, tres semanas después que Mudd, Johnson también perdonó a Arnold y Spangler.
Al regresar a casa Mud fue recibido por amigos y familiares, pero también reporteros. Mudd se mostró muy reacio a hablar con la prensa porque sentía que lo había vilipendiado en el pasado. Concedió una entrevista en el New York Herald pero enseguida se arrepintió y se quejó de que el artículo contenía varios errores y tergiversaba su trabajo durante la epidemia de fiebre amarilla.
Mudd retomó su trabajo como médico y poco a poco aumentó la productividad de su granja. En 1873, Spangler viajó a la granja de los Mudd que lo recibieron afablemente. Spangler vivió con la familia unos 18 meses haciendo carpintería, jardinería y ayudando en las labores agrícolas hasta que enfermó y murió el 7 de febrero de 1875.
A Mudd siempre le interesó la política y se involucró en los asuntos de la comunidad. En 1874 fue elegido director general de la asociación de agricultores locales, Bryantow Grange. En 1876 fue elegido vicepresidente del comité de elección presidencial demócrata local de Tilden-Hendricks. Tilden perdió ante Rutherford B. Hayes en unas elecciones muy disputadas. Al año siguiente, se presentó como candidato demócrata a la Cámara de Delegados de Maryland, pero fue derrotado ante el popular republicano William Mitchell.
En 1880 el Port Tobacco Times informó que el granero de Mudd con casi 8.000 libras de tabaco, dos caballos, un carro y los aperos agrícolas había sido destruido en un incendio. Mudd murió el 10 de enero de 1883 con solo 49 años de neumonía. Está enterrado en el cementerio de la iglesia católica de Santa María en la que una vez conoció a Booth.